# Campylocheta flaviceps
Campylocheta flaviceps là một loài ruồi trong họ Tachinidae.